# Danny Robinson
Danny Robinson (Derby, 1º settembre 1982) è un allenatore di calcio ed ex calciatore inglese, portiere del Waitakere United.

## Carriera
A 11 anni entra nel settore giovanile del Derby County e compie tutta la trafila sino a giocare con la squadra under-18 del club. Firma il suo primo contratto da professionista all'età di 17 anni con il Blackpool.
Dopo due anni con presenze nella squadra giovanile e nella squadra riserve si trasferisce al Burton Albion allenato da Nigel Clough. Con il nuovo club gioca quattro stagioni, incluso un breve prestito trimestrale alla squadra neozelandese del Gisborne City. Una volta terminato il rapporto col Burton Albion, Robinson si trasferisce definitivamente in Nuova Zelanda trovando un ingaggio proprio al Gisborne City che gli offre il doppio ruolo di portiere e responsabile delle giovanili. Dopo una sola stagione passa al Waikato, squadra di Hamilton militante nella New Zealand Football Championship. Dopo un biennio trascorso ad Hamilton passa al Waitakere United, con il club vince due campionati neozelandesi ed ha preso parte a due finali della OFC Champions League (2009-10 e 2012-13), entrambe perse.

## Palmarès

### Giocatore

#### Club
- Northern Premier League: 1

Burton Albion: 2001-2002
- New Zealand Football Championship: 2

Waitakere Utd: 2011-2012, 2012-2013

#### Individuale
- Miglior portiere della OFC Champions League: 1

2012-2013